# Hans Hoster
Johann Anton „Hans“ Hoster (* 25. November 1933 in München-Gladbach, heute Mönchengladbach) ist ein deutscher Generalmajor außer Dienst des Heeres der Bundeswehr. Er war bis 1994 letzter Befehlshaber des Territorialkommandos Nord.

## Leben und Wirken

### Jugend und Ausbildung
Hans Hoster wurde als Johann Anton Hoster in Mönchengladbach geboren. Nach dem Umzug der Familie nach Kassel im Jahr 1938 besuchte er dort die Mittelschule und absolvierte als Jahrgangsbester eine dreijährige Ausbildung bei der Stadtverwaltung Kassel, einschließlich Verwaltungsseminar. Danach war er bis zu seinem Eintritt als Offiziersanwärter in die Bundeswehr im Oktober 1956 als Sachbearbeiter im Personalamt tätig.

### Militärische Laufbahn
Nach seinem Dienst im Artilleriebataillon in Idar-Oberstein von Oktober 1956 bis April 1957 absolvierte er einen Fähnrichlehrgang an der Heeresoffiziersschule I in Hannover und wurde 1958 zum Leutnant befördert. Er diente dann als Batterieoffizier im I. und III. Feldartillerieregiment 2 in Niederlahnstein (1958–1959), als S1/S2-Offizier im Panzerartilleriebataillon 65 in Stadtallendorf und wurde zum Oberleutnant befördert (1959–1960). Anschließend war er von 1960 bis 1962 Jugendoffizier der 2. Panzergrenadierdivision. Währenddessen war er auch Gasthörer der Politikwissenschaft und Neuen Geschichte an der Universität Marburg. Nach seinem Dienst als Batteriechef im Panzerartilleriebataillon 65  (1962–1964) wurde zum Hauptmann befördert. Nach dem 7. Generalstabslehrgang Heer an der Führungsakademie der Bundeswehr in Hamburg von 1964 bis 1966, wo er zum Offizier im Generalstabsdienst ausgebildet wurde, folgte seine Beförderung zum Major. Damach war er G3 Stabsoffizier im Stab der Northern Army Group (NORTHAG) in Mönchengladbach (1966–1968) und G3 bei der Panzerbrigade 36 in Bad Mergentheim (1968–1970).
Nach einer anschließenden Generalstabsausbildung am Canadian Land Forces Command and Staff College in Kingston (Ontario) von 1970 bis 1971 und seiner Beförderung zum Oberstleutnant diente er von 1971 bis 1973 als Kommandeur des Panzerartilleriebataillon 35 in Dedelstorf. Danach wirkte er bis 1977 als Referent und Referatsleiter im Führungsstab des Heeres III und VI in Bonn und wurde 1975 zum Oberst befördert.
Hoster wurde von 1977 bis 1979 als Kommandeur der Panzergrenadierbrigade 4 in Göttingen eingesetzt. Nach seiner Beförderung zum Brigadegeneral im August 1979 war er bis 1983 Stabsabteilungsleiter VI im Führungsstab der Streitkräfte in Bonn und danach bis 1985 Kommandeur der 11. Panzergrenadierdivision in Oldenburg. Im April 1983 wurde er zum Generalmajor befördert.
Hoster war von 1985 bis 1988 Chef des Stabes NORTHAG und danach bis 1994 Befehlshaber Territorialkommando Nord (beides in Mönchengladbach).

### Ereignisse während der Dienstzeit
Vom 1. April 1983 bis 30. September 1985 war Hoster Kommandeur der 11. Panzergrenadierdivision (11. PzGrenDiv) in Oldenburg. In dieser Funktion schrieb er im Rahmen des Januar-Manövers 1985 einen Bericht an die Hardthöhe, in dem er eine Reihe Missstände aufführte, die die Truppe im Winter als höchst eingeschränkt einsatzfähig auswiesen. So zum Beispiel bei Minustemperaturen ausfallendes schweres Gerät und Soldaten, die wegen mangelhafter Winterausrüstung Erfrierungen erlitten. In einem Artikel des Nachrichtenmagazins Der Spiegel vom 24. Februar 1985 wird er mit den Worten zitiert: „Die Truppe bettelte sich die Ausstattung zusammen.“
Am 23. März 1987 wurden Hans Hoster und seine Frau bei einem Bombenanschlag während einer Feier deutscher Offiziere im JHQ in Mönchengladbach-Rheindahlen verletzt, zusammen mit mehr als 30 anderen Menschen. Hoster trug die schwersten Verletzungen davon. Zu dem Anschlag, der eigentlich der britischen Armee gegolten hatte, bekannte sich kurz danach die Irisch-Republikanische Armee (IRA). Der zerfetzte Frack und das blutige Smokinghemd von Hoster wurden später dem Haus der Geschichte der Bundesrepublik Deutschland in Bonn übergeben und befinden sich mittlerweile im Militärhistorischen Museum der Bundeswehr in Dresden.

### Nach Eintritt in den Ruhestand
Hans Hoster blieb nach seinem Eintritt in den Ruhestand in seiner Heimatstadt Mönchengladbach und engagierte sich in der „Otto von Byland Gesellschaft“, die sich der Förderung des  Städtischen Museum Schloss Rheydt und des Museums TextilTechnikum als Museen für Kunst, Kultur und Geschichte verschrieben hat. Für deren Publikation Rheydter Jahrbuch für Geschichte, Kunst und Heimatkunde verfasste er mehrere Beiträge. Zwischen 1996 und 2006 war er Vorsitzender der Gesellschaft und betrieb ein Fundraising für den Ankauf von zwei Großportraits des Adelsgeschlechts Quadt des Schlosses Wickrath.
Hans Hoster ist verheiratet mit Elisabeth Hoster und hat drei Töchter.

## Auszeichnungen
- 1982: Verdienstkreuz am Bande des Verdienstordens der Bundesrepublik Deutschland
- 1985: Ehrenkreuz der Bundeswehr in Gold
- 1987: Verdienstkreuz 1. Klasse des Verdienstordens der Bundesrepublik Deutschland
- 1991: Legion of Merit (Degree of Officer) der United States Armed Forces
- 1993: Commandeur de l’Ordre national du Mérite, nationaler Verdienstorden Frankreichs
- 1993: Großes Verdienstkreuz des Verdienstordens der Bundesrepublik Deutschland
- 2016: Ehrennadel der Stadt Mönchengladbach

## Ehrenämter
- 1992–1993: Präsident des Rotary Clubs Mönchengladbach
- 1996–1997: Governor im District 1870 von Rotary Deutschland
- 1999–2006: Vorsitzender der Otto-von-Bylandt-Gesellschaft, Förderverein des Städtischen Museums Schloss Rheydt, Mönchengladbach

## Schriften
- Das Territorialheer. In: Zapfenstreich: Der 7. Generalstabslehrgang (Heer) am Ende der Dienstzeit. Hrsg.: 7. GeneralstabsLehrgHeer. SZ Offsetdruck-Verlag, Sankt Augustin 1992, S. 63–84.
- Preußischer Offizier und Museumsleiter Otto Kempff. In: Otto von Bylandt-Gesellschaft (Hrsg.): Rheydter Jahrbuch für Geschichte, Kunst und Heimatkunde. 23, 1997, S. 117–135.
- Das königliche Bezirkskommando in Rheydt 1899–1918. In: Otto von Bylandt-Gesellschaft (Hrsg.): Rheydter Jahrbuch für Geschichte, Kunst und Heimatkunde. 24, 1998, S. 103–124.
- Brief von Hans Jonas an Lisel Haas. In:  Otto von Bylandt-Gesellschaft (Hrsg.): Rheydter Jahrbuch für Geschichte, Kunst und Heimatkunde. 24, 1998, S. 103–124.
- Otto Kempff (1873–1934). In: Stadt Mönchengladbach (Hrsg.): Mönchengladbacher Köpfe: 53 Persönlichkeiten der Stadtgeschichte. Band 2, 1998, S. 130–136.
- Edgar Theisen (1890–1962). In: Stadt Mönchengladbach (Hrsg.): Mönchengladbacher Köpfe: 53 Persönlichkeiten der Stadtgeschichte. Band 2, 1998, S. 299–306.
- Goethe und die Generale: Militärische Aspekte in Goethes Leben. In: Otto von Bylandt-Gesellschaft (Hrsg.): Rheydter Jahrbuch für Geschichte, Kunst und Heimatkunde. 25, 2000, S. 153–172.
- Das Hauptquartier in Mönchengladbach: Der unbekannte Stadtteil „JHQ“. In: Beiträge zur Geschichte der Stadt Mönchengladbach. Band 46. Hrsg.: Otto von Bylandt-Gesellschaft, Förderverein des Städtischen Museums Schloss Rheydt. Mönchengladbach 2004, ISBN 3-925256-67-9.